# ジャンダルム
ジャンダルム (Gendarme) は、飛騨山脈（北アルプス）穂高連峰・奥穂高岳の西南西にあるドーム型の岩稜。標高は3,163 m。
名称はスイス・アルプス山脈のアイガーにある垂直の絶壁（高さ約200 m）の通称に由来するが、本来はフランス語で国家憲兵のこと。転じて山岳用語としては、尾根上の通行の邪魔をする岩をいう (en)。奥穂高岳ジャンダルムは奥穂高岳の前衛峰として名付けられた。

## 概要
中部山岳国立公園内の、西穂高岳と奥穂高岳との縦走路途上にある。南北3.5km、東西1.5km。大きく天を突く特異な形から山岳写真の被写体としてよく選ばれる。ジャンダルムの北側にも、ロバの耳、さらに北側に馬ノ背と呼ばれる急峻な痩せ尾根の難所が続く。ジャンダルムを含めこれらの名が付けられたのは、昭和になってからである。この奥穂高岳のジャンダルムが最も著名だが、他にも剱岳チンネのジャンダルムなど、同じような前衛峰にも同じ名が付けられている。岩壁は閃緑斑岩の柱状節理で出来ている。

## 登山コース
この頂上は岩塔のため360度の絶景が得られる。北側から稜線を直登するコースは、登下降にクライミングロープが必要な絶壁の岩壁となっている。一般には、南西の飛騨側から回り込んだ往復のコースが用いられるが、岩登り経験がある熟達者向けである。信州側の巻道でこの基部を通り、頂上を通らないで迂回（トラバース）することができる。積雪期の不安定な状態の時は、この基部で迂回できない場合があり、北側に稜線を下る場合はクライミングロープが必須となる。

## 出来事
2009年（平成21年）8月23日に、登山家の田部井淳子とNHKアナウンサーの内多勝康が、NHK総合テレビジョンの中部7県向けの番組『金とく』の「北アルプス大縦走（後編）ついに来た！夢の頂」でここに登頂した。危険が伴うため、番組中ではプロの山岳ガイドがクライミングロープでサポートを行った。番組は翌月の9月18日に放送され、DVDも『夏の北アルプス あぁ絶景！雲上のアドベンチャー』としてNHKエンタープライズから発売されている。
同年9月11日に、この南側すぐ近くで遭難者救助中の岐阜県防災ヘリコプターが、岩壁に衝突して墜落し、3名が死亡した。

## 関連画像

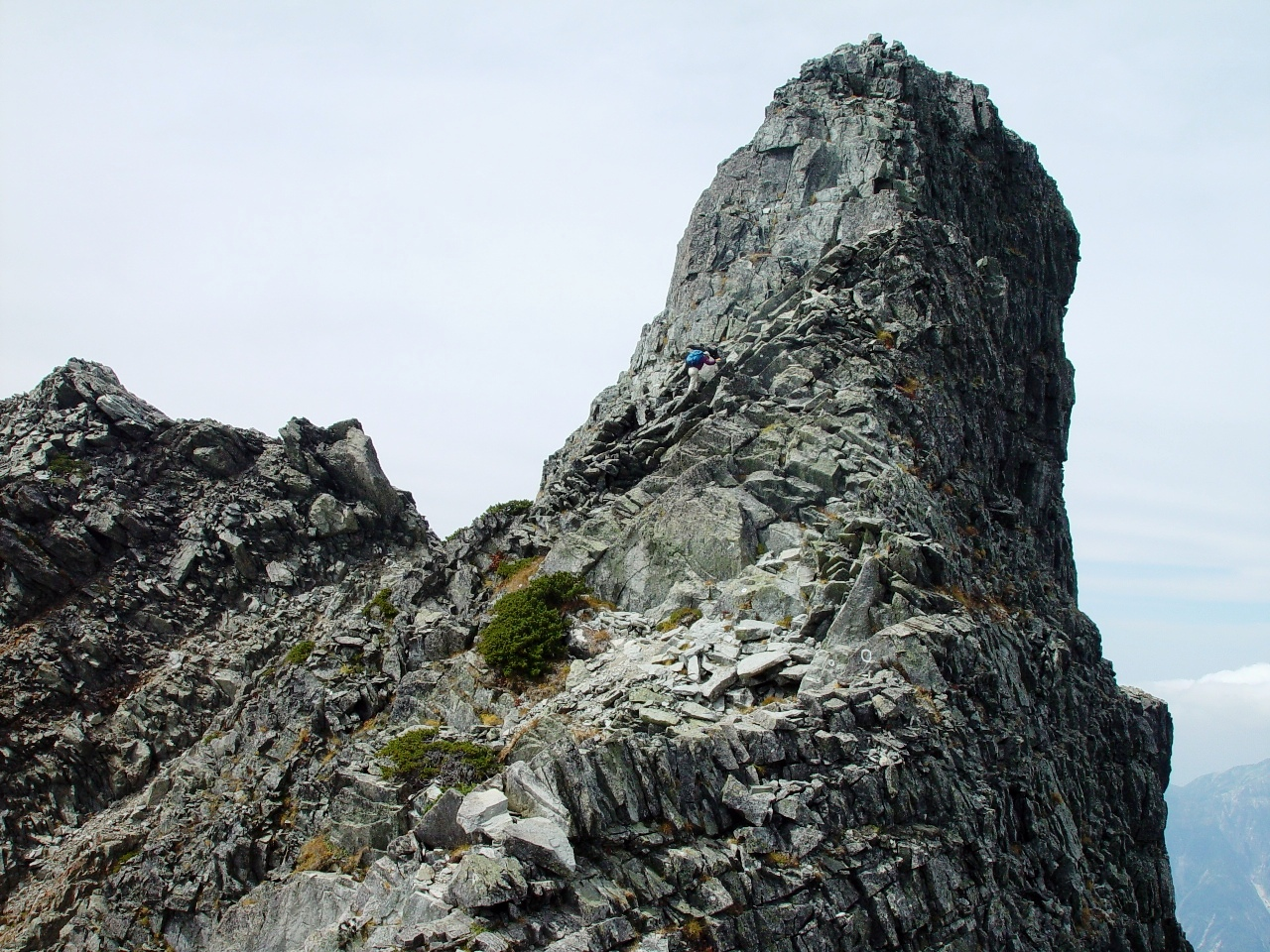
北側直下から見たジャンダルム
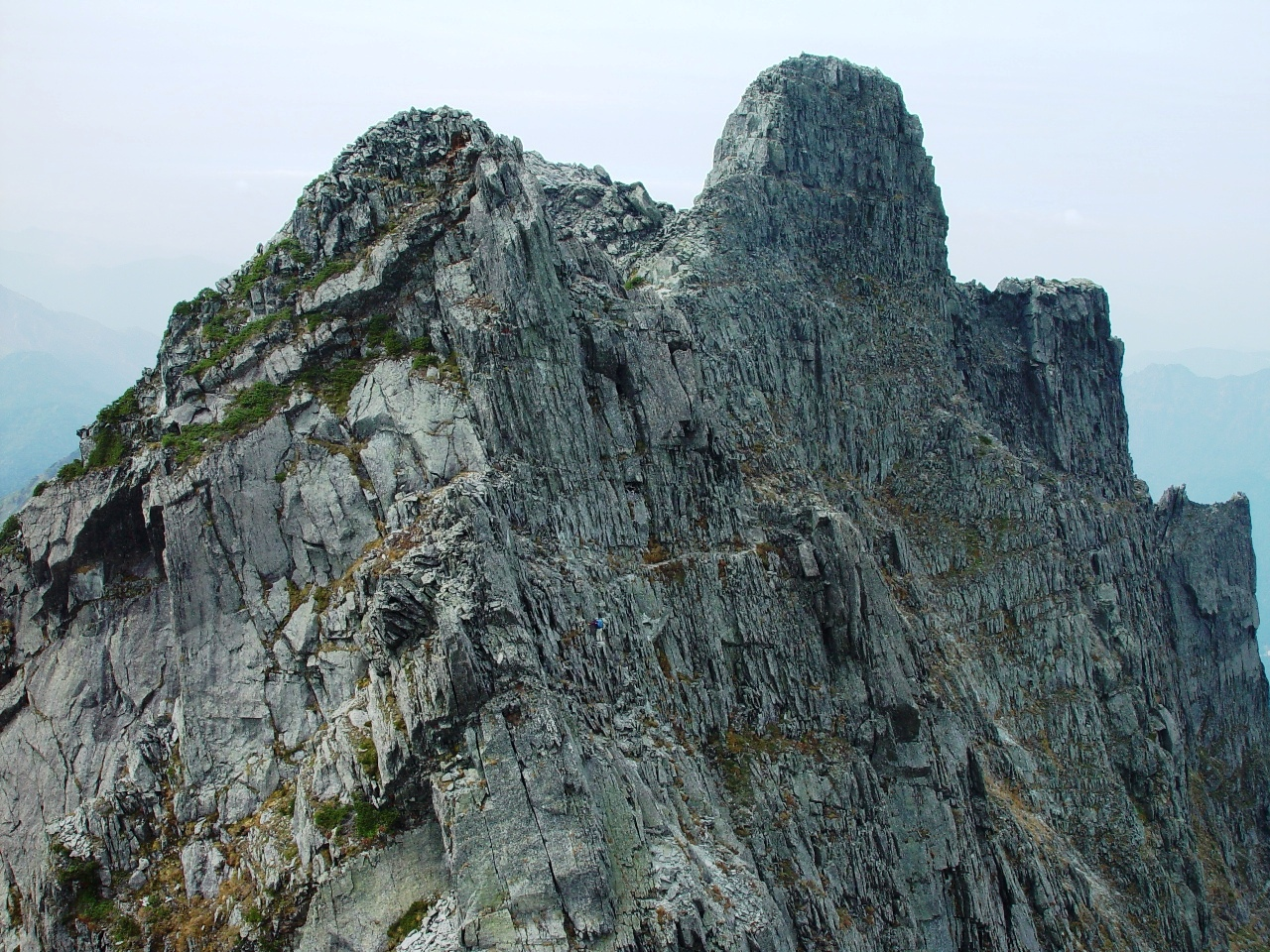
北側から見たジャンダルム
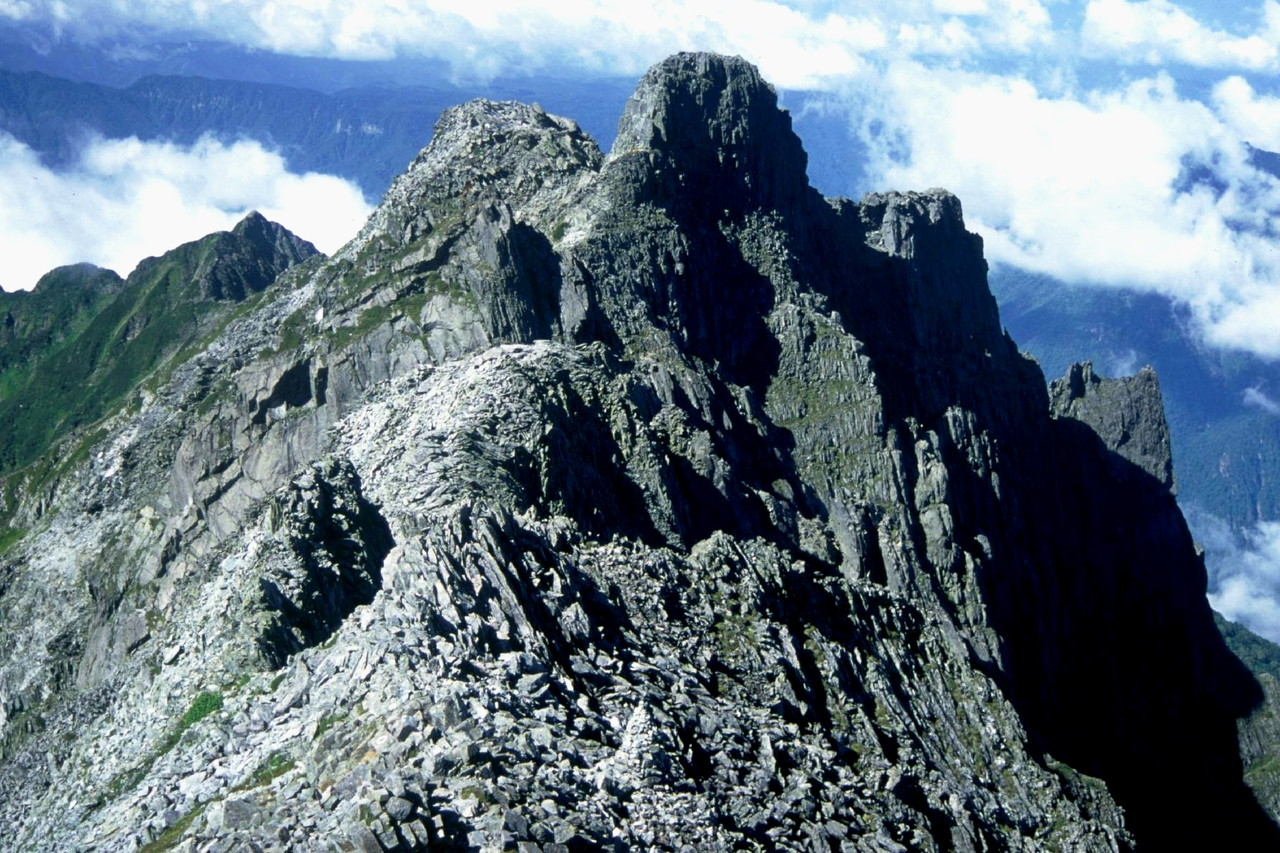
奥穂高岳から見たジャンダルム
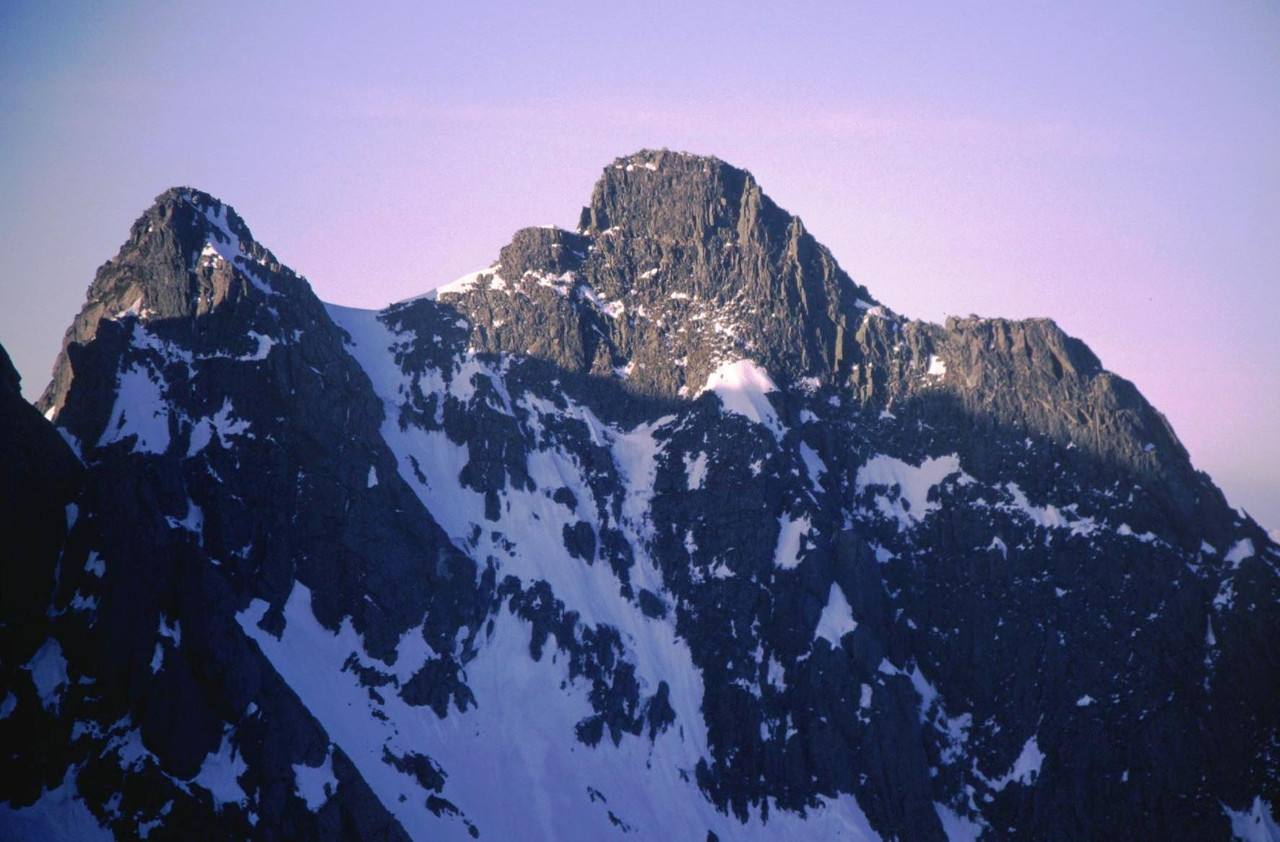
涸沢岳から見たロバの耳（左）とジャンダルム（右）
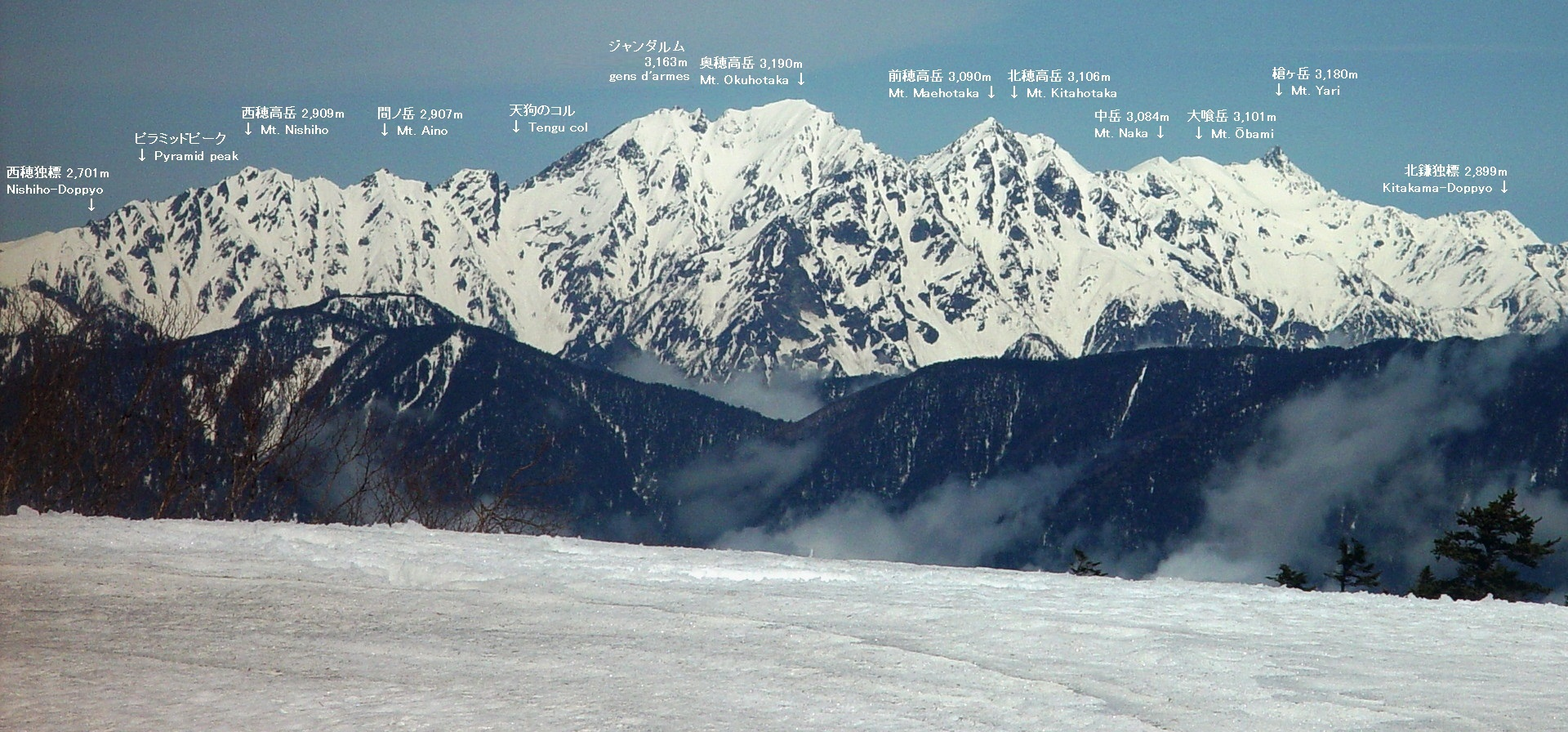
鉢盛山から望む周辺の山並み